# Polizeiruf 110: Der Fremde
Der Fremde ist ein deutscher Kriminalfilm mit Westernelementen von Manfred Stelzer aus dem Jahr 1997. Der Fernsehfilm erschien als 188. Folge der Filmreihe Polizeiruf 110.

## Handlung
Im Dorf Plüschow erscheint eines Tages ein Fremder per Fahrrad. Er spricht nicht viel, quartiert sich im einzigen Gasthof des Ortes ein und sorgt bei den Dorfbewohnern Krüger, der Gastwirtin und den Brüdern Johann und Jobst Lühmann für wilde Spekulationen. Niemand weiß, was er will, zumal der Mann, der Stefan Bender heißt, tagsüber auf seinem Fahrrad die Gegend zu erkunden scheint. Nach der Ankunft von Bender findet im Dorf ein "Blitzeinbruch" statt, bei dem der Tresor der örtlichen Postfiliale gestohlen wird. So erscheinen nach kurzer Zeit mit Kriminalhauptkommissar Jens Hinrichs und Kriminalkommissar Kurt Groth zwei weitere neue Gesichter in Plüschow. Unter reger Anteilnahme der Dorfbevölkerung beginnen sie mit den Ermittlungen zum Einbruch, der Teil einer Serie ist. So wurden in den vergangenen zwölf Tagen acht derartige Einbrüche bekannt. Hinrichs vermutet eine rumänische Bande als Drahtzieher.
Bei seinen Recherchen findet Hinrichs auf einer Wiese Fässer mit giftigen Lacken und Lösemitteln, deren Inhalt bereits im Boden versickert. Er wird von den Dämpfen ohnmächtig und beginnt nach seinem Erwachen, dies als neuen Fall zu bearbeiten. Für ihn handelt es sich bei der Entsorgung der Fässern um organisierte Umweltkriminalität. Da er bei seinen Erkundungen immer wieder auf Bender trifft, glaubt er, dass dieser für Greenpeace aktiv ist. Auch die Dorfbewohner sehen in Bender einen Umweltaktivisten und werden unruhig.
Hinrichs und Groth verfolgen auch den Postbankraub weiter. Auffällig ist, dass kurz vor dem Raub die Inhaberin der örtlichen Mülldeponie, Susann Schweitzer, eine Summe von 80.000 D-Mark einzahlte. Die Summe ergab sich aus einem größeren, abgeschlossenen Handel, so Schweitzer. Sondermüll werde bei ihr stets einwandfrei entsorgt. Mit den Giftfässern auf der Wiese habe sie nichts zu tun.
Im Dorf erscheint Groths Enkelin Juliane, die Hinrichs ein Kabel für seinen Computer bringt. Obwohl sie eigentlich sofort wieder abreisen will, entscheidet sie sich um, als Bender verletzt in die Gaststube gebracht wird. Er wurde während der Fahrt von einem quer über die Fahrbahn gespannten Seil aus dem Sattel geworfen. Juliane übernimmt seine Pflege und später mit ihm gemeinsam Radtouren. Dabei bemerkt sie, wie Bender von der Deponie kommende Lastwagen im Visier hat; er sammelt Erde, die sich in den Reifenprofilen verfangen hat, und lässt sie in Laboren untersuchen. Hinrichs und Groth lösen unterdessen die geplanten Fälle und noch mehr: Von der Gegenwart der Ermittler und Benders alarmiert gestehen die Brüder Lühmann, dass sie in ihrem Stall Papierpulpe-Fässer lagern, die sie für die Felderdüngung nutzen. Nun haben sie eingesehen, dass sie damit der Umwelt schaden, und geloben Besserung. Über einen anonymen Brief werden die Ermittler auf die Deponie aufmerksam gemacht, in der mehrere Fässer mit Lack- und Lösemitteln lagern, die aber offensichtlich durch ein Loch im Zaun hineingefahren wurden. Ein Schriftvergleich des Briefs mit ausgefüllten Kreuzworträtseln führt die Ermittler zu Bauer Krüger, der die illegale Lagerung der Fässer zugibt. Per Zufall kommt Hinrichs auch der Rumänenbande auf die Spur, die ein Lager im Wald bei Plüschow eingerichtet haben. Eine Fahndung wird eingeleitet und die Bande unweit von Rostock gestellt.
Bender verfolgt mit Juliane jedoch seine Spur, zumal sich Deponie-Inhaberin Susann Schweitzer vor den Ermittlern überlegen mit weißer Weste präsentiert. Bender und Juliane fahren als blinde Passagiere auf einem LKW mit, der kontaminierte Erde von der Deponie abtransportiert. Die Fahrt geht zum Hafen von Wismar, wo die Erde auf ein Schiff verladen wird, das nach Norwegen gehen soll. Über die illegale Entsorgung ins Ausland spart die Deponie viel Geld. Juliane ruft Groth an, wird jedoch vom Hafenleiter überwältigt. Über das Schiffshorn und die Daten in Benders Computer können Hinrichs und Groth Julianes Aufenthaltsort bestimmen und wissen nun auch von der Erde. Sie fahren nach Wismar, wo gerade das Schiff nach Norwegen abgelegt hat. Da Groth vermutet, dass Juliane auf dem Schiff ist, rudert er mit Hinrichs in einem kleinen Boot in die Fahrlinie. Das Schiff kommt kurz vor dem Boot zum Halt, auch wenn Juliane und Bender sicher im Hafen stehen. Susann Schweitzer muss ihre Deponie aufgeben. Bender wiederum verabschiedet sich von Juliane, auch wenn sich beide in der gemeinsamen Zeit nähergekommen sind, und fährt auf seinem Rad davon.

## Produktion

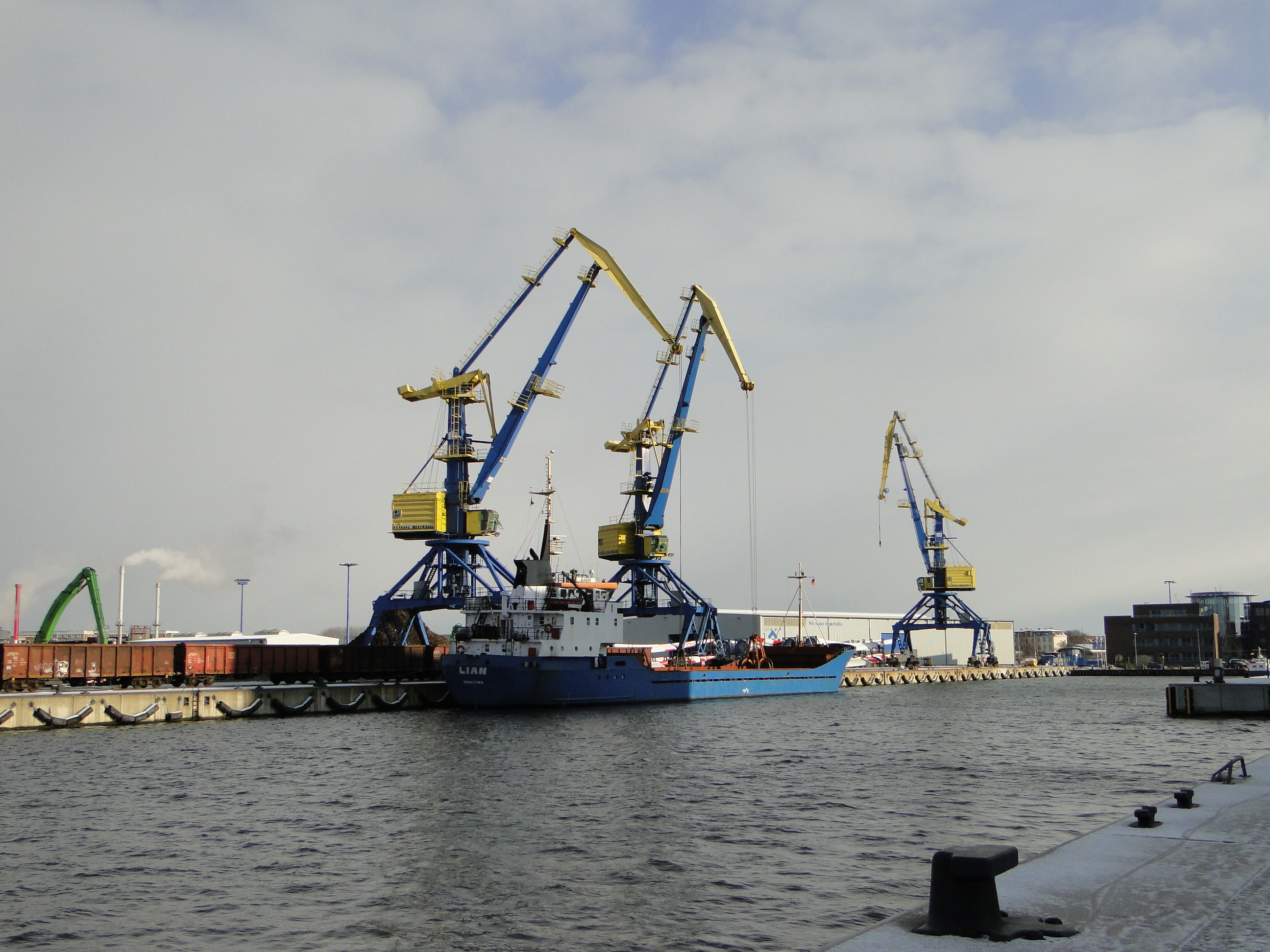
Seehafen Wismar, ein Drehort des Films

Der Fremde wurde ab Juli 1996 in Mecklenburg-Vorpommern, darunter in Plüschow und im Seehafen Wismar, gedreht. Der Film weist zahlreiche Western-Elemente auf, die im Film humorvoll präsentiert werden. Dies umfasst unter anderem Filmmusik, Titelpräsentation, Kleidung der Darsteller, genretypische Szeneneinstellungen, einen Teil der Dialoge, die Hauptfigur als schweigender Fremder sowie weitere Darsteller in Western-typischen Rollen (Salondame, kleine Schurken, Sheriffs usw.). Die Kostüme des Films schuf Heidi Plätz, die Filmbauten stammen von Marion Strohschein. Der Film erlebte am 27. April 1997 im Ersten seine Fernsehpremiere. Die Zuschauerbeteiligung lag bei 19,1 Prozent.
Es war die 188. Folge der Filmreihe Polizeiruf 110. Die Kommissare Hinrichs und Groth ermittelten in ihrem 8. Fall.

## Kritik
Die Frankfurter Rundschau nannte Der Fremde einen „Krimi-‚Western‘, der im wilden Osten spielt, hier in der unendlichen Weite der Provinz von Mecklenburg-Vorpommern“. „Das war kein Krimi, das war ein Western – ein ‚Ossi‘-Western aus Mecklenburg-Vorpommern“, schrieb auch die Süddeutsche Zeitung, und lobte den Umstand, dass die Drehbuchautoren „glücklicherweise nicht auf einmal in das Krimifach wechselte[n], [sondern] sich statt dessen konsequent auf den Western, besser: auf die ironische Stilisierung des Westerns verlassen ha[ben].“ Für die Mitteldeutsche Zeitung war nicht die Kriminalhandlung entscheidend, sondern die Art der Inszenierung: „Richtig Laune machte vor allem Manfred Stelzers Inszenierung im Stile einer Westernparodie, unter dem Motto: ‚Hier im Norden läßt der Mensch sich Zeit‘, um eine launige Geschichte genüsslich auszukosten.“ Die Hauptdarsteller Steimle, Böwe, Krause und Naujoks seien „die Garanten für einen amüsanten Abend“ gewesen. „Regisseur Manfred Stelzer läßt die 90 Minuten zwischen Schwank, Krimi und Western oszillieren“, stellte Der Tagesspiegel fest, während die TV Spielfilm die Folge als „Westernsatire mit Ostbullen in Cowboyboots“ bezeichnete.